# Corythucha juglandis
Corythucha juglandis är en insektsart som först beskrevs av Fitch 1856.  Corythucha juglandis ingår i släktet Corythucha och familjen nätskinnbaggar. Inga underarter finns listade i Catalogue of Life.